# (804) Hispania
(804) Hispania es un asteroide que forma parte del cinturón de asteroides y fue descubierto por José Comas y Soládirector del “Observatorio Fabra” el 20 de marzo de 1915 desde el observatorio de su casa “Villa Urania” de Barcelona, España.

## Designación y nombre
Hispania fue designado al principio como 1915 WT.
Posteriormente se nombró así por el antiguo nombre romano de España.

## Características orbitales
Hispania está situado a una distancia media de 2,843 ua del Sol, pudiendo alejarse hasta 3,236 ua. Tiene una excentricidad de 0,1381 y una inclinación orbital de 15,38°. Emplea en completar una órbita alrededor del Sol 1751 días.